# Гаральд Бергстедт
Гаральд Берґстедт (від народження Гаральд Альфред Петерсен, дан. Harald Alfred Petersen 10 серпня 1877, Кеге — 19 вересень 1965, Копенгаген) — данський письменник.

## Біографія
Автор побутових і сатиричних віршів (збірки «Пісні провінції», 1913–1921, «Широкі крила», 1919, «Пісні для всіх вітрів», 1927).
Його соціальний роман «Александерсен» (1918, переклад на російську — 1923) — сатира на тогочасну культуру.
Антикатолицька сатирична повість «Фабрика святих» (1919, переклад на російську — 1924) була екранізована в СРСР в 1930 Яковом Протазановим під назвою «Свято Святого Йоргена».
До Другої світової війни був соціал-демократом. У 1946 році за співпрацю з німецькими окупантами був засуджений до тюремного ув'язнення на 2 роки.
У 1948 році опублікував збірку віршів «Пісні за ґратами», що містить роздуми про власне життя і творчість.